# Новогвинейская сумчатая куница
Новогвинейская сумчатая куница (лат. Dasyurus albopunctatus) — вид из рода полосатых сумчатых куниц семейства хищные сумчатые. Эндемик Новой Гвинеи.

## Распространение
Широко распространён на большей части острова Новая Гвинея (Индонезия и Папуа — Новая Гвинея). Обитает в высокогорных районах на высоте до 3600 м, однако чаще всего встречается на высоте от 1000 до 1300 м над уровнем моря. Популяция отсутствует в юго-западной части Новой Гвинеи. Также встречается на островах Япен.
Обитает во влажных тропических лесах. Иногда появляется в присадовых участках, где охотится на крыс.

## Внешний вид
Относится к одним из самых мелких видов в составе рода. Длина тела колеблется от 240 до 350 мм, хвоста — от 210 до 310 мм. Средний вес — 450 г. Волосяной покров густой и грубый, с небольшим количеством подшёрстка. Спина коричневого цвета. На спине и по боками имеются белые пятна. Кончик и остальная вентральная сторона хвоста окрашена в тёмно-коричневый или чёрный цвет.

## Образ жизни
Ведут, как правило, наземный образ жизни, однако имеют и хорошо лазить по деревьям. Активность приходится на ночь, однако иногда могут охотиться и днём. Являются хищниками, однако в рацион также входят насекомые и растения.

## Размножение
Сумка отсутствует. Присутствует только латеральная кожная складка, которая закрывает собой около 6 сосков на груди сумки. Потомство приносят в период между маем и августом. Беременность длится 21 день, а количество детёнышей в приплоде — от четырёх до шести. Через 7 недель молодняк отлучается от груди, через 18 недель полностью начинает вести самостоятельную жизнь. Половая зрелость наступает примерно через год. Максимальная продолжительность жизни в неволе — три года.